# イン・コンサート (グレッグ・レイクのアルバム)
『イン・コンサート』（原題：King Biscuit Flower Hour Presents Greg Lake in Concert）は、イングランドのミュージシャン、グレッグ・レイクが1981年に行なったツアーの音源を収録したライブ・アルバム。アメリカのラジオ番組「キング・ビスケット・フラワー・アワー」が収録して放送した音源を1995年にCDで発表したものである。

## 解説
レイクはゲイリー・ムーア（リード・ギター）と共同で初のソロ・アルバム『グレッグ・レイク&ゲイリー・ムーア』（1981年）を制作発表した後、ムーアを初め同アルバムのレコーディングに参加したミュージシャンと共にツアーを行なった。本作は同年11月5日にハマースミス・オデオンで開かれたロンドン公演の音源を収録したもので、レイクが自らプロデューサーを務めた。
収録曲のうち、4曲は前述のソロ・アルバムからの曲で、5曲はかつてレイクが所属していたキング・クリムゾンとエマーソン・レイク・アンド・パーマーの曲である。その他、「パリの散歩道」はムーアがアルバム『バック・オン・ザ・ストリーツ』（1978年）で発表した曲、「ユー・リアリー・ゴット・ア・ホールド・オン・ミー」はザ・ミラクルズが1962年に発表した曲のカヴァーである。
リンゼイ・プラナーはオールミュージックにおいて5点満点中3点を付け「ここで聴けるバンド・サウンドはELPほど引き締まっておらず、所々で重々しいアレンジになっている。しかし、純粋に音楽性で言えば、アコースティック・サイドの"Lucky Man"におけるシンプルな演奏は、疑いなく本作の聴き所となっている」と評している。

## リイシュー
2003年発売のアメリカ盤再発CD (KBFR 40027 2)は、タイトルが『Greatest Hits Live』に変更されている。また、2015年にパープル・ピラミッド・レコードから発売された再発CDは『London '81』と改題され、アルバム本編とは別の公演（1981年のニューヨーク公演）で録音された「C'est La Vie」がボーナス・トラックとして追加された。

## 収録曲
1. 庶民のファンファーレ - "Fanfare for the Common Man" (Aaron Copland) – 6:10
2. 悪の教典#9 / ニュークリア・アタック - "Karn Evil 9 / Nuclear Attack" (Greg Lake, Keith Emerson, Pete Sinfield / Gary Moore) – 5:45
3. ザ・ライ（偽りの世界） - "The Lie" (G. Lake, Tony Benyon, Tommy Eyre) – 4:33
4. リトリビューション・ドライヴ - "Retribution Drive" (G. Lake, T. Benyon, T. Eyre) – 5:41
5. ラッキー・マン - "Lucky Man" (G. Lake) – 4:50
6. パリの散歩道 - "Parisienne Walkways" (G. Moore, Phil Lynott) – 6:03
7. ユー・リアリー・ゴット・ア・ホールド・オン・ミー - "You Really Got a Hold on Me" (Smokey Robinson) – 5:25
8. ラヴ・ユー・トゥー・マッチ - "Love You Too Much" (Bob Dylan, Helena Springs, G. Lake) – 5:03
9. 21世紀の精神異常者 - "21st Century Schizoid Man" (Robert Fripp, Ian McDonald, G. Lake, Michael Giles, P. Sinfield) – 9:06
10. クリムゾン・キングの宮殿 - "In the Court of the Crimson King" (I. McDonald, P. Sinfield) – 5:39

## 参加ミュージシャン
- グレッグ・レイク - ボーカル、ギター
- ゲイリー・ムーア - リードギター、ボーカル
- トミー・アイアー - キーボード、ボーカル
- トリストラム・マーゲッツ - ベース
- テッド・マッケンナ（英語版） - ドラムス